# Emile van Lennep
Emile (Emiel) van Lennep, né le 15 janvier 1915 à Amsterdam (Pays-Bas) et mort le 2 octobre 1996 à La Haye (Pays-Bas), est un haut fonctionnaire, diplomate et homme politique néerlandais, membre du CHU et ancien secrétaire général de l'OCDE.

## Décorations
- 1990 : prix des quatre libertés de Roosevelt
- Commandeur de l'ordre du Lion néerlandais
- Grand-croix de l'ordre de l'Infant Dom Henri